# سید مید
سید مید (به انگلیسی: Syd Mead)؛ (زادهٔ ۱۸ ژوئیهٔ ۱۹۳۳ میلادی، درگذشتهٔ ۳۰ دسامبر ۲۰۱۹ میلادی) یک طراح صنعتی و هنرمند هنر مفهوم نئو-فوتوریسم اهل ایالات متحدهٔ آمریکا بود. او به سبب طراحی‌هایش برای فیلم‌های علمی-تخیلی چون بیگانه‌ها، بلید رانر و ترون شهرت گسترده‌ای داشت.
مید به عنوان «هنرمندی که آینده را به تصویر می‌کشد» و «یکی از تأثیرگذارترین هنرمندان مفهوم و طراحان صنعتی زمان ما» توصیف شده‌است.

## زندگی

### اوایل زندگی
مید در ۱۸ ژوئیه ۱۹۳۳ میلادی در سینت‌پال، مینه سوتا به دنیا آمد. پدرش یک روحانی باپتیست بود که مجلات عمومی مانند باک راجرز و فلش گوردون را برای او مطالعه می‌کرد و علاقهٔ او را به داستان‌های علمی تخیلی برانگیخت. مید در سنین جوانی در طراحی مهارت داشت. به گفتهٔ مید، «زمانی که در دبیرستان بودم می‌توانستم شکل انسان بکشم، می‌توانستم حیوانات را بکشم، و حس سایه زدن برای نشان دادن شکل را داشتم. من واقعاً در آن مرحله با تکنیک قلم مو و غیره کاملاً موفق بودم.» او خود را «کودکی منزوی» توصیف می‌کرد. مید در سال ۱۹۵۱ میلادی از دبیرستان در کلرادو اسپرینگز، کلرادو فارغ‌التحصیل شد. پس از خدمت سه ساله در ارتش ایالات متحدهٔ آمریکا، مید برای ادامهٔ تحصیل به مدرسهٔ آرت‌سنتر در لس آنجلس (در حال حاضر کالج طراحی آرت‌سنتر، پاسادینا)، جایی که در ژوئن ۱۹۵۹ میلادی از آنجا فارغ‌التحصیل شد، رفت.

### حرفه

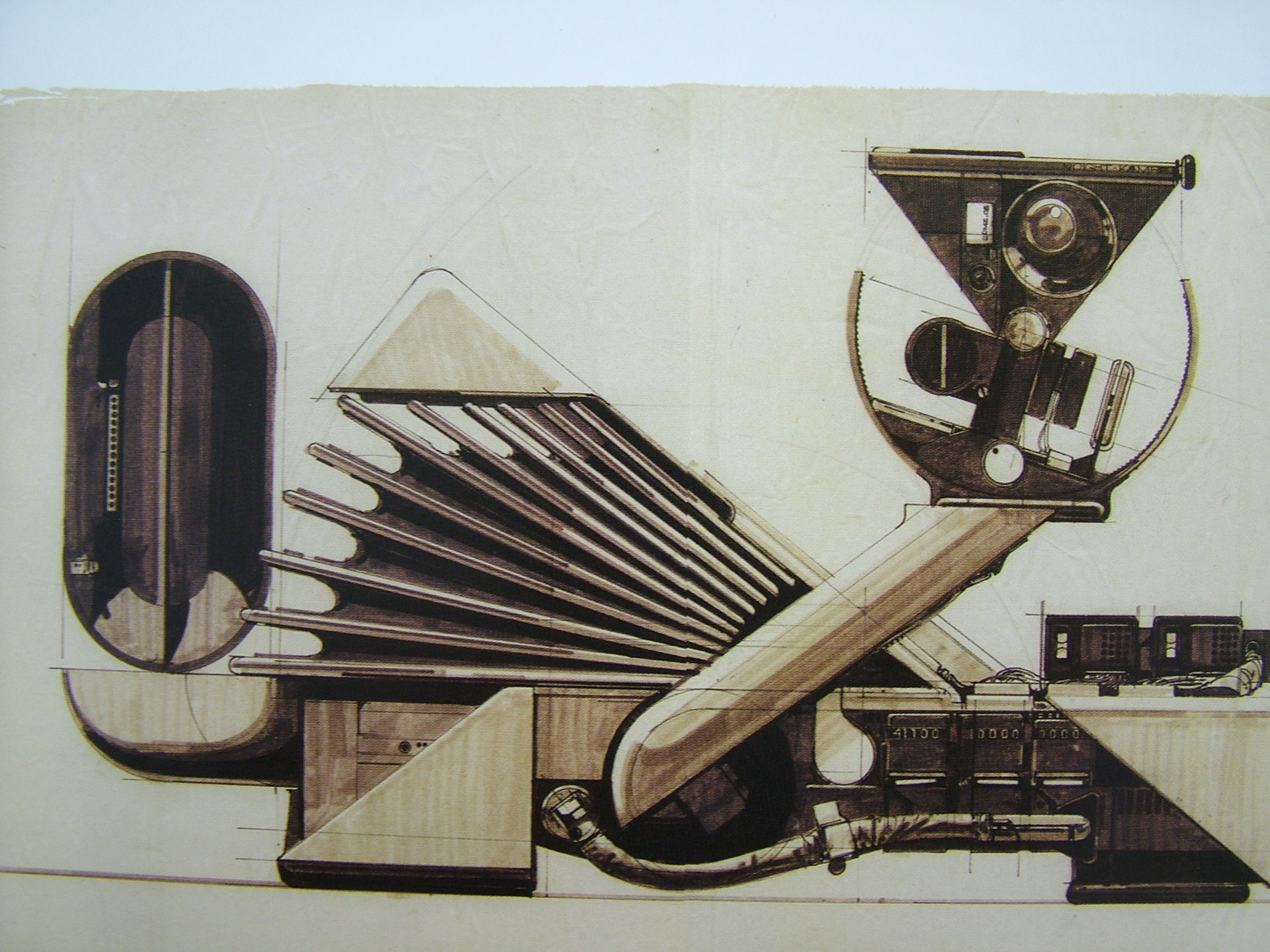
ماشین وویت-کامپف (Voight-Kampff)، نمونه‌ای از آثار هنری مید برای بلید رانر

در سال ۱۹۵۹ میلادی، مید توسط الوود انگل در استودیوی طراحی پیشرفته شرکت فورد موتور استخدام شد. از سال ۱۹۶۰ تا ۱۹۶۱ میلادی، مید در شرکت خودروسازی فورد در دیترویت، میشیگان کار کرد. مید پس از دو سال فورد را ترک کرد تا کتاب‌ها و کاتالوگ‌هایی را برای شرکت‌هایی از جمله شرکت فولاد ایالات متحده، سلانیس، آلیس-چالمرز و سیمان اطلس تصویرسازی کند. او در سال ۱۹۷۰ میلادی، شرکت سید مید، را در دیترویت با مشتریانی از جمله فیلیپس الکترونیکس راه‌اندازی کرد.
مید با شرکت خود در دههٔ ۱۹۷۰ میلادی، حدود یک سوم از زمان خود را در اروپا صرف کرد، عمدتاً برای ارائه طرح‌ها و تصاویر برای فیلیپس، و او همچنان به کار برای مشتریان بین‌المللی ادامه داد. در طول دهه‌های ۱۹۷۰ و ۱۹۸۰ میلادی، مید و شرکتش رندرهای معماری داخلی و خارجی را برای مشتریانی از جمله: گروه هتل‌های اینترکنتیننتال، تری‌دی اینترنشنال، هاروود تیلور و همکاران، دون‌گیا، گرشام و اسمیت و معماران فیلیپ کوتر ارائه کردند.
در آغاز سال ۱۹۸۳، مید روابط کاری خود را با سونی، مینولتا، دنتسو، دایفلکس، شرکت تایگر، سیبو، میتسوکوشی، بندای، ان‌اچ‌کی و هوندا توسعه داد.
نمایش‌های یک-تنهٔ مید در سال ۱۹۷۳ میلادی با نمایشگاهی در «داکیومنتا ۶» در کاسل، آلمان غربی آغاز شد. آثار او بعداً در ژاپن، ایتالیا، کالیفرنیا و اسپانیا به نمایش گذاشته شد. در سال ۱۹۸۳ میلادی، مید توسط شرکت کرایسلر دعوت شد تا به عنوان سخنران میهمان برای کارکنان طراحی آن شرکت کند. او مجموعه‌ای از اسلایدها را برای ارائه تصاویر بصری برای سخنرانی ایجاد کرد و نتیجهٔ آن ارائه‌ای موفقیت‌آمیز بود. بعداً با تصاویر تولید شده توسط رایانه که به‌طور خاص به درخواست چندین مشتری از جمله دیزنی، دانشگاه کارنگی ملون، دانشگاه پردو، مؤسسه پرت و انجمن تصویرگران ایجاد شدند، گسترش یافت و تقویت شد. در مارس ۲۰۱۰ میلادی، مید توری به چهار شهر استرالیا را تکمیل کرد.
در سال ۱۹۹۳ میلادی، یک گالری دیجیتال متشکل از ۵۰ نمونه از هنر او با صفحه‌های رابط طراحی شده توسط او به یکی از اولین سی‌دی-رامهای منتشر شده در ژاپن تبدیل شد. در سال ۲۰۰۴ میلادی، مید با مدرسهٔ جلوه‌های بصری گنُمون همکاری کرد تا مجموعه‌ای چهار جلدی دی‌وی‌دی «چگونه-به» با عنوان تکنیک‌های سید مید تولید کند.
در سال ۲۰۱۸ میلادی، مید زندگی‌نامهٔ خود را با عنوان آینده‌ای که به یاد می‌آید منتشر کرد. مید در مورد کار خود گفت: «ایده جایگزین تکنیک می‌شود» و «من داستان علمی تخیلی را «واقعیت زودتر از موعد مقرر» نامیده‌ام.»

### در فیلم
مید با استودیوهای بزرگ روی فیلم‌های داستانی کار کرد: پیشتازان فضا: فیلم، بلید رانر، ترون، ۲۰۱۰، اتصال کوتاه، بیگانه‌ها، روح سال ۷۶، پلیس زمان، جانی منومیک، مأموریت: غیرممکن ۳، روزهای عجیب و غریب، مأموریت به مریخ، بیگانگان: استعمار تفنگداران دریایی، سرزمین فردا، ایلیسیم و بلید رانر ۲۰۴۹.
جرج لوکاس برای حماسهٔ جنگ ستارگان خود، ای‌تی-ای‌تی (حمل و نقل زرهی تمام زمین) را بر اساس هنر مید ایجاد کرد. مید همچنین در فیلم ژاپنی بحران خورشیدی مشارکت داشت. در دههٔ ۱۹۹۰ میلادی، مید طرح‌هایی را برای دو سری انیمهٔ ژاپنی، تبدیل یک گاندام و یاماتو ۲۵۲۰ [ناتمام] ارائه کرد.
در مه ۲۰۰۷ میلادی، او کار بر روی یک مستند از زندگی حرفه‌ای خود را به کارگردانی خواکین مونتالوان با عنوان: «آینده‌نگر تصویری: هنر و زندگی سید مید» به پایان رساند. فیلم مستند کوتاه سال ۲۰۰۸ میلادی با عنوان: «۲۰۱۹: یک آیندهٔ تصورشده» نیز به بررسی آثار او پرداخت. مید همچنین در مستندهای سینمایی مانند: «روزهای خطرناک: ساخت بلید رانر» و در «لبهٔ بلید رانرِ مارک کرمد» و مواد تبلیغاتی مانند دی‌وی‌دی اضافی برای فیلم بیگانه‌ها و یک فیلم کوتاه تبلیغاتی در مورد ساخت فیلم ۲۰۱۰ ظاهر شد.

## زندگی شخصی
مید در رابطهٔ شخصی با شریک خود راجر سرویک بود. این زوج در سال ۲۰۱۶ میلادی ازدواج کردند. آن‌ها یک شرکت توسعهٔ انتشاراتی به نام شرکت اوبلاگون را در هالیوود تأسیس کردند و در سال ۱۹۹۸ میلادی به پاسادینا، کالیفرنیا، جایی که مید در آنجا به فعالیت خود ادامه داد، نقل مکان کردند.

## مرگ
در ۳۰ دسامبر ۲۰۱۹ میلادی، مید پس از سه سال ابتلا به لنفوم در خانهٔ خود در پاسادینا در سن ۸۶ سالگی درگذشت. مدت کوتاهی پس از مرگ او، اداهای احترام به زندگی مید در توئیتر انتشار یافتند. شخصیت‌های برجسته‌ای مانند ایلان ماسک از جمله کسانی بودند که ادای احترام کردند.

## گالری آثار

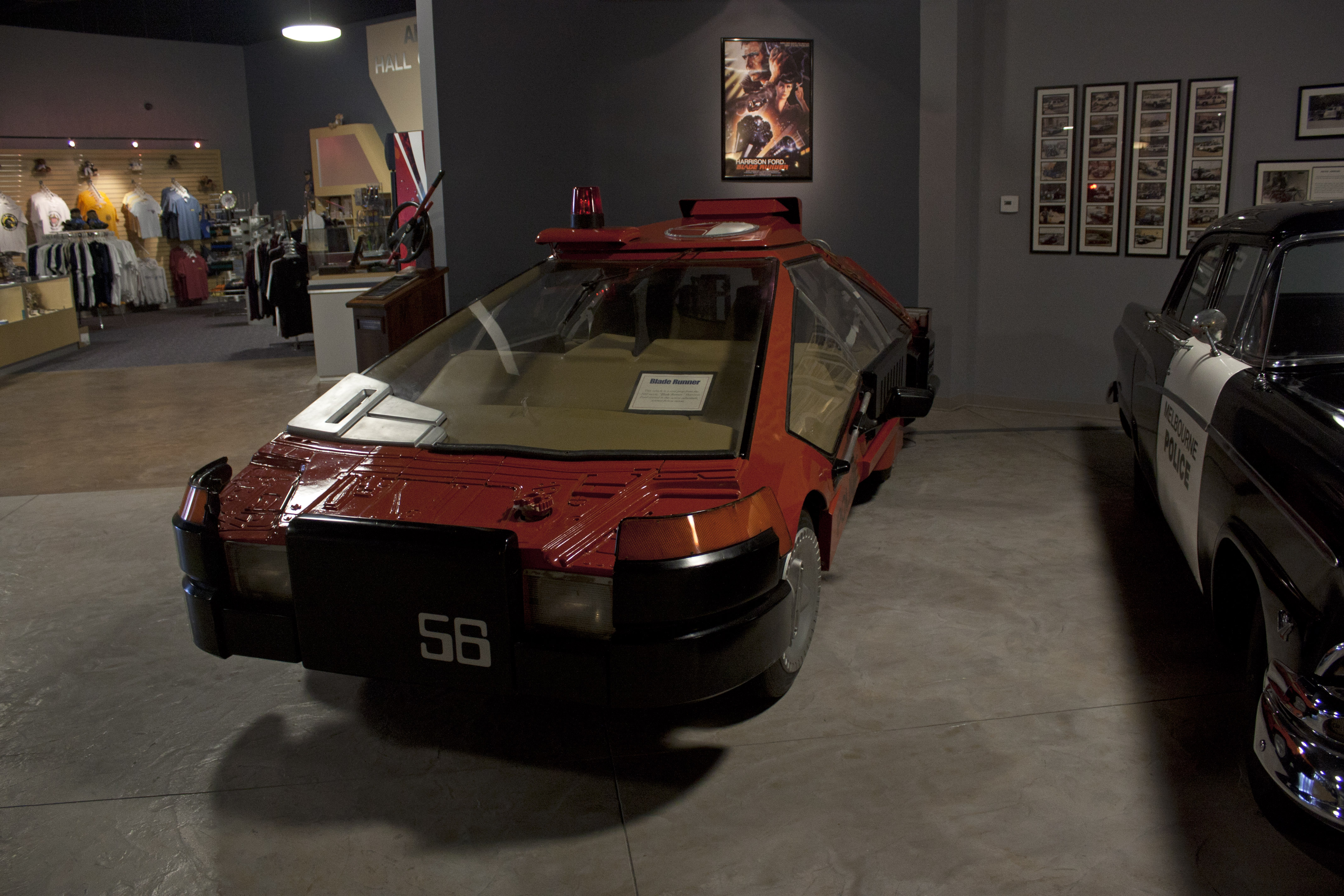
خودرو بلید رانر در تالار مشاهیر پلیس آمریکا
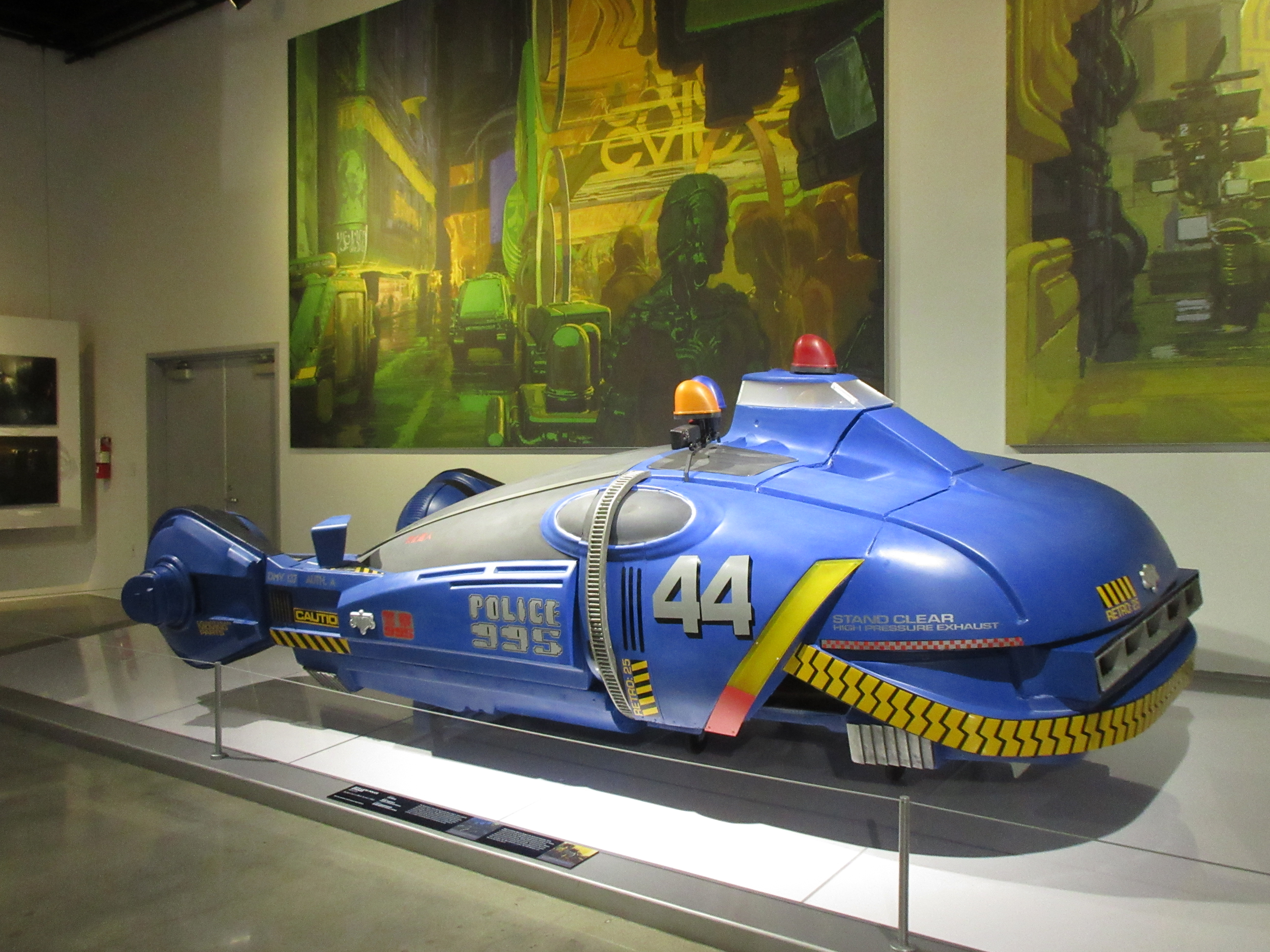
اسپینر پلیس از بلید رانر
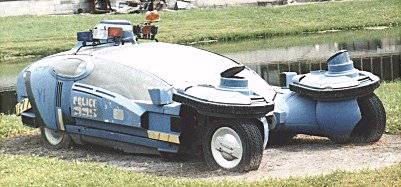
خودرویی که مید برای فیلم بلید رانر طراحی کرد
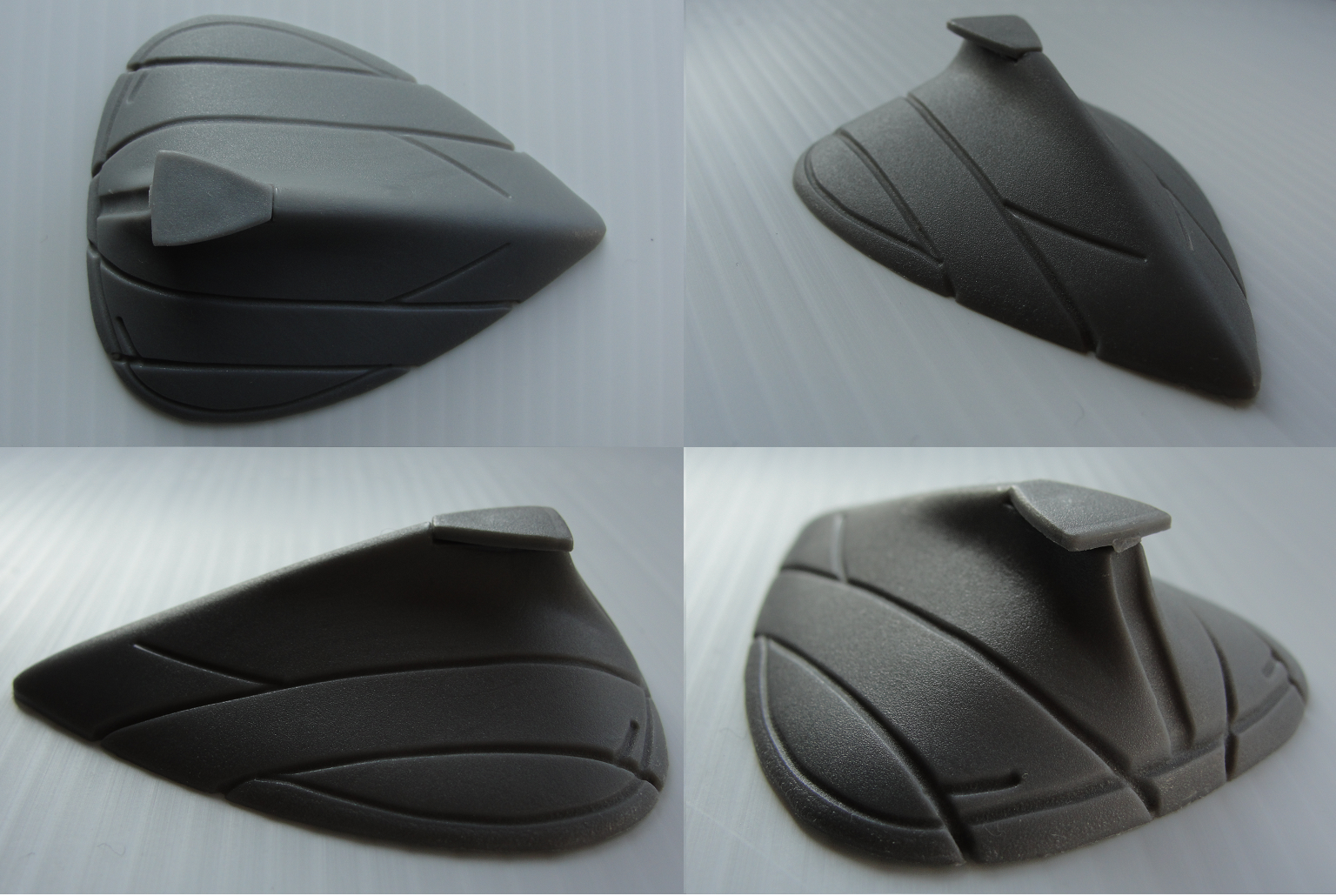
یک بازنمایی پلاستیکی از یک وسیلهٔ نقلیهٔ مسابقه‌سایبری
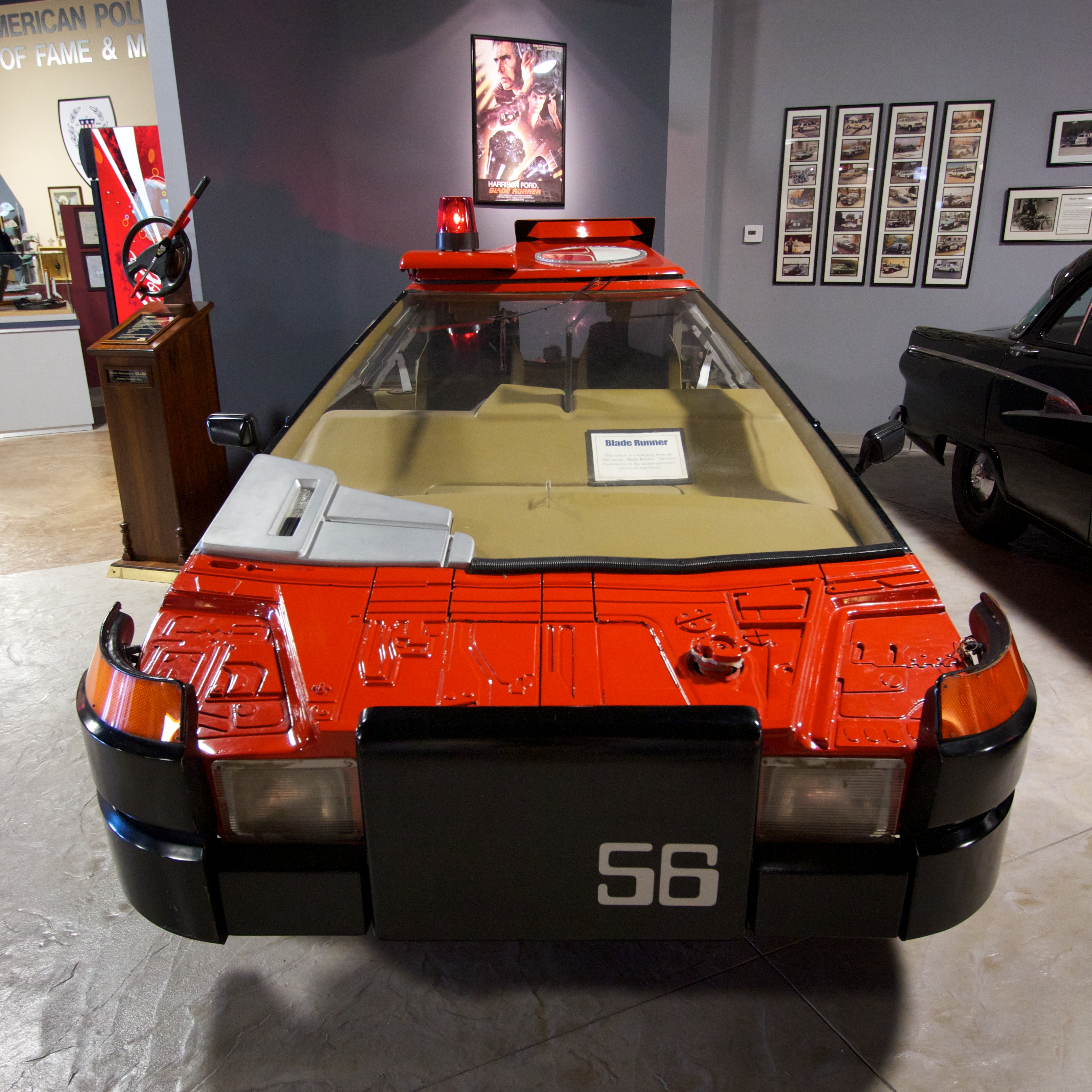
خودروی ریک دکارد از بلید رانر
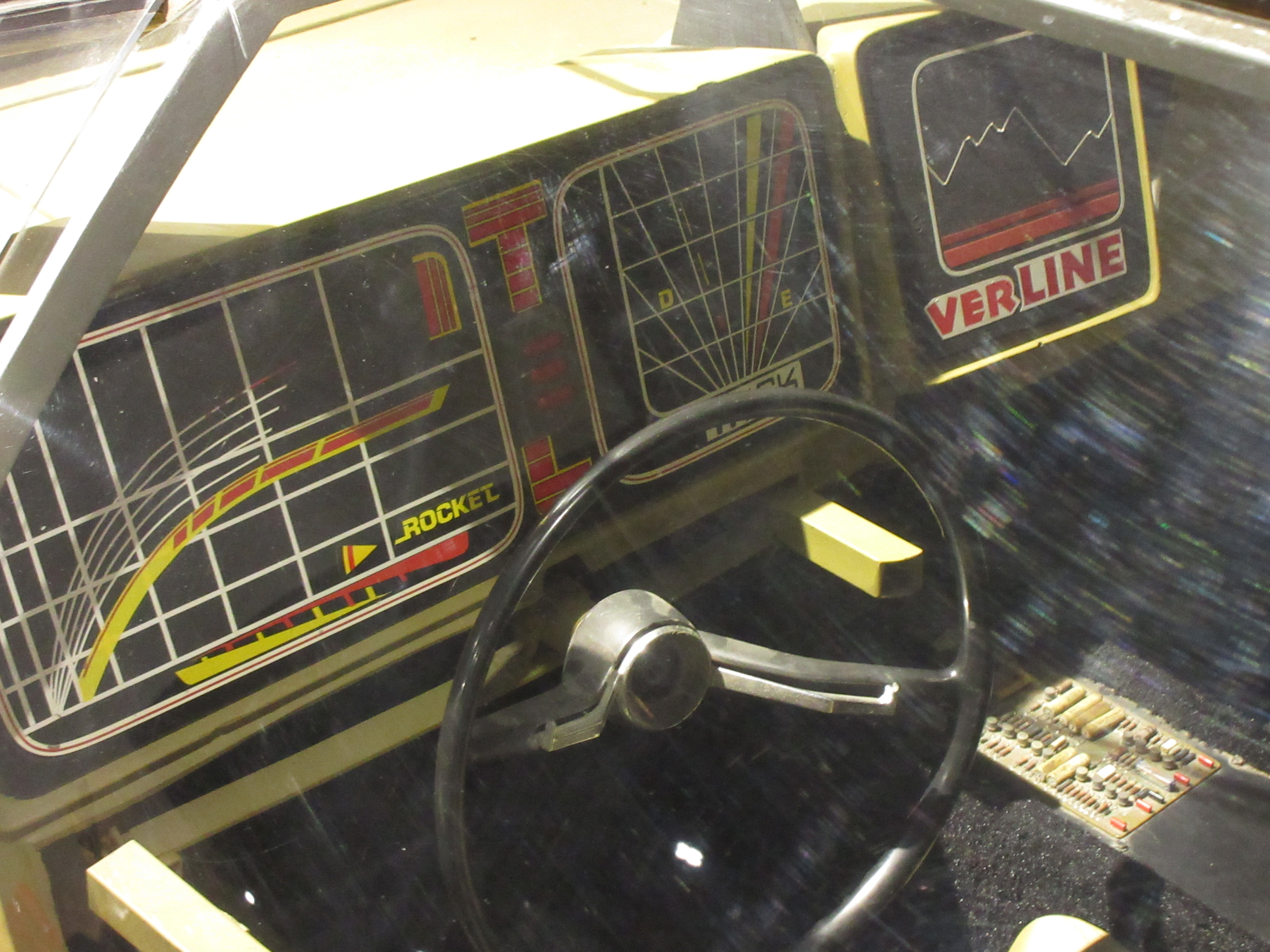
فضای داخلی یک خودرو از بلید رانر

## مصاحبه‌ها
- اد ناها، «بلید رانر سید مید: هنرمندی با طرح‌های آینده»، استارلاگ (ایالات متحده آمریکا) مه ۱۹۸۲ میلادی، آی‌اس‌اس. ۵۸، ص. ۳۹–۳۶، + ۶۱.
- رندی و ژان مارک لوفیسیه، «گذشتهٔ کارآگاه آینده»، استارلاگ (ایالات متحده آمریکا) نوامبر ۱۹۹۲ میلادی، آی‌اس‌اس. ۱۸۴.
- آینده به حقیقت پیوست - مصاحبه با سید مید.
- مصاحبه سید مید در یابوچنیاک، ژوئیه ۲۰۰۹ میلادی.